# Alois Wunder
Alois Stephan Wunder (* 28. März 1878 in Zeyern; † 14. Juli 1974 in Bad Reichenhall) war einziger Oberbürgermeister der Stadt Pasing, die während der Herrschaft des NS-Regimes in die Stadt München eingemeindet wurde. Pasing war damals fünftgrößte Stadt Oberbayerns.
Erstmals zum Oberbürgermeister gewählt wurde Alois Wunder am 31. August 1907. 1918/1919 war er für den Landesverband bayerischer Stadt- und Marktgemeinden Mitglied des Bayerischen Landtages.
Obwohl sich ab 1933 der Pasinger Stadtrat nur noch aus zwölf NSDAP-Mitgliedern zusammensetzte, wollte die NSDAP wegen seiner Kompetenzen nicht auf den parteilosen Wunder verzichten. Am 8. Januar 1938 unterzeichnete der Pasinger Oberbürgermeister den Eingemeindungsvertrag nach München.
In dieser Sitzung überreichte der Münchner-Ratsherr Lenz, damals auch Pasinger Stadtrat (Mitglied der NSDAP und auch deren Pasinger Ortsgruppenleiter) dem noch amtierenden Pasinger Oberbürgermeister Wunder das Parteiabzeichen mit der damit verbundenen Aufnahme in die NSDAP. Recherchen haben allerdings ergeben, dass er schon am 1. Mai 1937 der NSDAP beitrat (Mitgliedsnummer 5.904.262).
Außerdem äußerte er sich regelmäßig öffentlich in positiver Weise zu den  Nationalsozialisten und beteiligte sich maßgeblich an deren antisemitischen Aktionen. 1946 wird er im Zuge der Entnazifizierung jedoch nur als Mitläufer eingestuft.
Alois Wunder ist Namensgeber der Alois-Wunder-Straße im heutigen Münchner Stadtteil Pasing. Nach Veröffentlichung von Dokumenten, die seine Rolle während der NS-Zeit aufzeigen, startete 2008 eine Debatte um diese Ehrung. Im Zuge eines Projektes des Münchner Stadtarchives, worin die historische Belastung Münchner Straßennamen untersucht wird, steht auch die Umbenennung dieser Straße wieder zur Diskussion.
Wunder war Mitglied der katholischen Studentenverbindungen KDStV Gothia Erlangen und KDStV Markomannia Würzburg, beide im CV.